# Mutilate
Mutilate este cel de-al doilea album complet creat de Angerfist care conține 2 CD-uri.

## Tracklist

### CD 1
1. Introduction  – 0.45
2. Bite Yo Style - 4.59
3. Sensational Gargle (Featuring Crucifier) - 5.53
4. The Switch (Featuring Predator) - 4.40
5. Riotstarter - 5.11
6. The Path Of Hell (Remixed by Crucifier)- 5.20
7. Right Through Your Head - 4.50
8. Strangle And Mutilate - 5.56
9. Handz On My Ballz (Featuring The Beat Controller) - 5.43
10. In A Million Years - 4.45
11. Smoke Yo Momma (Featuring D-Spirit) - 5.26
12. Silent Notes (Featuring Predator) - 5.01
13. Like This - 4.53
14. Looking To Survive - 4.32
15. Gas Met Die Zooi (Remixed by Tha Playah)- 5.14

### CD 2
1. House Fucka - 4.22
2. Back Up - 4.56
3. Stainless Steel (Remixed by Predator)- 4.40
4. Close To You - 4.32
5. TNT (Featuring Rudeboy & Tomcat) - 5.26
6. Choices - 5.08
7. Alles Cut Enter (Featuring Rudeboy & Tomcat) - 5.57
8. Criminally Insane (Remixed by The Hitmen) - 4.45
9. 187 (Featuring Predator) - 4.36
10. Anticipate - 4.37
11. Broken Chain (Featuring Crucifier, Remixed by Mad Dog) - 4.57
12. That Shooting Pain (Featuring D-Spirit) - 4.32
13. Drug Revision (Featuring The Guardian) - 5.09
14. Essential Components - 3.36
15. Your Soul Is Mine - 4.20